# Облогові машини
Облогові машини — це машина (пристрій) для штурму фортифікаційних укріплень. Є два основні види облогових машин: машини, що дають змогу руйнувати фортифікаційні укріплення, і ті, що дають змогу штурмувати укріплення без їх руйнування.
Спектр облогових знарядь (військових машин) простягався від вкрай складних апаратів, привезених нападниками, до примітивних споруд, що створюються просто на місці. Конструкторів і операторів військових машин називали інженерами. Більшість облогових машин застосовувалися до 14-15 століть, але деякі інші облогові машини застосовувалися і в наступні століття, наприклад облогові вежі.

## Види
Найбільш відомими облоговими машинами є:
- Баліста
- Бурав
- Вінея
- Катапульта
- Облогова вежа
- Онагр
- Таран
- Требушет